# Mắc cọp
Mắc cọp (Pyrus granulosa) là cây thuộc họ với cây lê. Mắc cọp là cây thường mọc hoang dại trong rừng hoặc đồi núi vùng Lạng Sơn, Cao Bằng hay ở Campuchia, vùng nhiệt đới châu Á . Nhìn bề ngoài từ gốc, thân, lá và hoa đều rất giống với lê duy chỉ có lá nhỏ hơn và dày hơn lá cây lê. Hoa nở vào mùa xuân, có màu trắng như hoa lê, thường kết thành chùm từ 3 đến 5 bông. Quả có hình dáng và màu sắc như quả lê nhưng nhỏ hơn rất nhiều, thường kết thành chùm từ 3 đến 5 quả (giống với chùm hoa), khi còn xanh quả Mắc cọp có vị chát, khi chín vị ngọt kèm vị chát nhẹ có mùi thơm đặc trưng.

## Việt Nam
Từ rất lâu người dân tộc Tày - Nùng ở Lạng Sơn, Cao Bằng đã lấy cây Mắc cọp để làm gốc ghép cho cây lê. Cây lê là loại cây ôn đới nên không thích hợp để trồng ở Việt Nam (cho trái ít hoặc không cho trái, mùa vụ thất thường theo thời tiết, cũng như hay bị sâu bệnh không phát triển được) nhưng khi ghép ngọn, chồi lê vào gốc Mắc cọp thì lại phát triển rất tốt (vì cây mắc cọp là cây tự nhiên của địa phương) và cho trái như lê trồng ở vùng ôn đới. Trái lê có gốc là Mắc cọp thường có trái nhỏ hơn lê một chút, vỏ cũng đậm màu và dày hơn lê, khi trái còn xanh (chưa chín) thì có vị chát, chín chưa kỹ (ương) thì có vị chát kèm vị chua (lê xanh chỉ có vị chua), khi chín thì ngọt đậm hơn lê. Từ hạt lê (lấy từ quả của cây lê ghép) người ta có thể ươm thành cây lê con đem trồng thành cây lê mới và cây vẫn cho quả, năng suất và khả năng chống chịu thời thiết tốt hơn cây lê thuần chủng nhưng không thể bằng cây lê có gốc là cây Mắc cọp cho nên để mở rộng vườn lê bắt buộc phải ghép lê với mắc cọp.
Hiện nay trên thị trường các tỉnh phía bắc thường có bán loại lê ghép này theo mùa (khoảng từ giữa tháng 7 âm lịch), nhưng lại không để là quả lê mà là Mắc cọp tuy nhiên nếu lên vùng Lạng Sơn người ta cũng bán cả quả lê (lê ghép với Mắc cọp) và quả Mắc cọp chứ không bị nhầm lẫn như người ở dưới xuôi.